# Ratpenat frugívor de l'illa Morotai
El ratpenat frugívor de l'illa Morotai (Thoopterus nigrescens) és una espècie de ratpenat de la família dels pteropòdids. És endèmic d'Indonèsia. El seu hàbitat natural són els boscos intactes, tot i que també se l'ha trobat a llocs bastant variats. Aquesta espècie és caçada com a aliment pels humans, però no està en perill d'extinció.